# Ла Рок, Энди
Энди Ла Рок (швед. Andy La Rocque, настоящее имя Андерс Аллхаге, швед. Anders Allhage; родился 29 ноября 1962, Гётеборг, Швеция) — шведский гитарист и автор песен, наиболее известен по выступлениям в группе King Diamond.
Ла Рок начал свою карьеру в Швеции, в хард-рок группе Swedish Beauty, которая позже называлась Swedish Erotica.
Он также выступал в группе Death и записал несколько соло для альбома Individual Thought Patterns. Наряду с  бывшими членами Mercyful Fate, выступал в супергруппе IllWill — альбом Evilution.
Играет в манере неоклассического хэви-метала.
Он владеет студией Sonic Train Studios (до 2007 называлась Los Angered Recordings) в Варберге.

## Дискография

### E.F. Band
One Night Stand (1985)

### King Diamond
- Fatal Portrait (1986)
- Abigail (1987)
- Them (1988)
- The Dark Sides (EP, 1988)
- Conspiracy (1989)
- The Eye (1990)
- In Concert 1987: Abigail (live, 1991)
- A Dangerous Meeting (compilation, 1992)
- The Spider’s Lullabye (1995)
- The Graveyard (1996)
- Voodoo (1998)
- House of God (2000)
- Abigail II: The Revenge (2002)
- The Puppet Master (2003)
- Deadly Lullabyes: Live (2004)
- Give Me Your Soul…Please (2007)

### Death
Individual Thought Patterns (1993)

### IllWill
Evilution (1999)

### X-World/5
New Universal Order (2008)

### В качестве приглашенного музыканта
- At the Gates — Slaughter of the Soul (1995), гитарное соло на «Cold»
- Roadrunner United — (2005), гитарное соло на «Constitution Down»
- Evergrey — The Dark Discovery (1998)
- Einherjer — Norwegian Native Art (2000), гитарное соло на «Doomfaring»
- Falconer — Chapters from a Vale Forlorn (2002), ведущая гитара на «Busted To The Floor»
- Falconer — The Sceptre of Deception (2003), ведущая гитара на «Hear Me Pray»
- Falconer — Grime vs. Grandeur (2005), вокал на бонустреке «Wake Up»
- Yyrkoon — Unhealthy Opera (2006), гитарное соло на «Horror from the Sea»
- Melechesh — Sphynx (2004), гитарное соло на «Purifier of the Stars»
- Witchery — Witchkrieg (2010), гитарное соло на «From Dead to Worse»
- Darzamat — Solfernus' Path (2010), гитарное соло на «King of the Burning Anthems»
- Critical Solution — Evidence Of Things Unseen, гитарное соло на «Seek And Destroy»
- Sorrowseed — Nemesis Engine (2013) гитарное соло на «The Sepulcher Legionnaires»
- Snowy Shaw — Snowy Shaw is Alive! (2011)
- Sylencer — A Lethal Dose of Truth (2012) ведущая гитара на «Afflicted»
- Shining — Redefining Darkness (2012), второе гитарное соло на «For the God Below»
- Shining — X - Varg Utan Flock (2018), гитарное соло в песне "Jag Är Din Fiende"
- Sandalinas — Living on the Edge (2005), гитарное соло на «If it wasn’t for you» и второе гитарное соло на «All along the Everglades»
- Sandalinas — Fly to the Sun (2008), гитарное соло на «The Healer Talks» а также сокомпозитор с Йорди Сандилинасом на инструментале «Back from the light»
- Sandalinas — Power to the People, the Raw E.P (2013), сокомпозитор «Haunted Visions» вместе с Риком Альтци.
- Hell: on — «The Hunt» (2013, Ferrrum.com) — гитарное соло на «Slaughter Smell»

## Продюсирование
Ла Рок владеет студией Sonic Train Studios в Варберге. Список некоторых работ:
- Attick Demons — Atlantis (2011)
- Critical Solution — Evidence Of Things Unseen (2011)
- Ascension — Far Beyond The Stars (2011)
- Albatross — Dinner Is You (2010)
- Ancient — «Proxima Centauri» (2001)
- Swordmaster — Postmortem Tales (1997)
- Taetre — The Art
- Einherjer — Odin Owns Ye All (1998)
- Midvinter — At the Sight of the Apocalypse Dragon (1998)
- Skymning — Stormchoirs (1998)
- Sacramentum — Thy Black Destiny (1999)
- Sacramentum — The Coming of Chaos (1997)
- Taetre — Out Of Emotional Disorder (1999)
- The Awesome Machine — It’s Ugly or Nothing (2000) — также слайдгитара
- Astroqueen — Into Submission (2001)
- Evergrey — In Search of Truth (2001)
- Falconer — Falconer (2001)
- Falconer — The Sceptre of Deception (2003) — также гитара
- Ironware — Break Out (2003)
- Runemagick — Darkness Death Doom (2003) — продюсер ударных
- Eidolon — Apostles of Defiance (2004) — также гитара
- Evergrey — The Dark Discovery (2004) — также гитара
- Evergrey — Solitude, Dominance, Tragedy (2004)
- Melechesh — Sphynx (2004) — также гитара
- Morifade — Domination (2004)
- Soul Reaper — Liferazer (2004)
- Dragonland — The Battle of the Ivory Plains (2005)
- Einherjer — Norwegian Native Art (2005) — также гитара
- Falconer — Grime vs. Grandeur (2005)
- Sandalinas — Living on the Edge (2005)
- Runemagick — Envenom (2005)
- Taetre
- Lord Belial
- Darzamat — Transkarpatia (2005)
- Hieronymus Bosch — Equivoke (2007)
- XXX — Heaven, Hell or Hollywood? (2008)
- Siebenburgen — Revelation VI (2008)
- Sandalinas — Fly to the Sun (2008)
- Tears of Glory — The Innocent Sin Of Existence (2008)
- Total Death — Somatic (2009)
- Tyrantz Empire — Merauderz of The Monolith — The Omega Chapter (2009)
- Nefarium — Ad Discipulum (2010)[1]
- Shining — Redefining Darkness (2012)[2]
- Sandalinas — Power to the Pople, The Raw E.P (2013)
- Dreamland — Exit 49 (2009)

#### Сборники
- Metalmeister, Vol. 2 (1997)
- Deathmeister, Vol. 1 (1998)
- Metalmeister, Vol. 3 (1998)
- Metal Blade Records 20th Anniversary (2002)
- Louder Than the Dragon: The Essential of Limb Music (2004)